# Bougon

Bougon este o comună în departamentul Deux-Sèvres, Franța. În 2009 avea o populație de 190 de locuitori.